# Петров, Иван Иванович (певец)
Ива́н Ива́нович Петро́в (урожденный Ханс Краузе; 29 февраля 1920 или 29 ноября 1920, Иркутск — 26 декабря 2003, Москва) ― советский российский оперный певец (бас), актёр, педагог, публицист. Народный артист СССР (1959). Лауреат двух Сталинских премий (1950, 1951).

## Биография
Родился 29 февраля (по другим источникам — 23 февраля) 1920 года в Иркутске, в семье обрусевшего немца.
В 1930 году семья Краузе переехала в Москву. В эти годы первое место в жизни Ивана занимал спорт.
В 1938—1941 годах учился в Московском театрально-музыкальном училище имени А. К. Глазунова (в 1951 году вошло в ГИТИС) по классу пения А. К. Минеева, одновременно выступал в концертах Московской филармонии и спектаклях Государственного ансамбля оперы СССР под руководством И. С. Козловского.

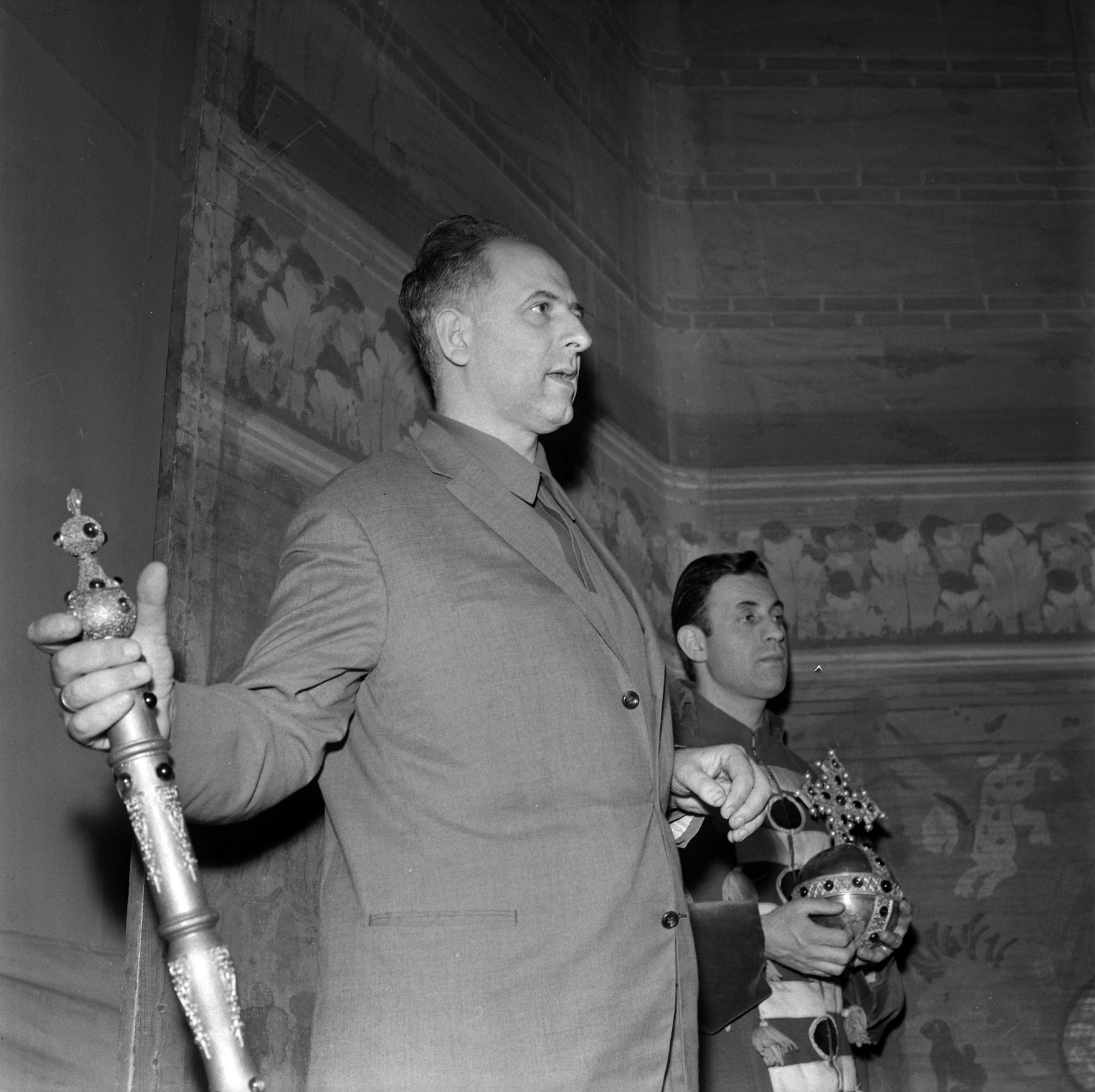
Иван Петров во время репетиции оперы Борис Годунов в Оперном театре Капитолия Тулузы. Франция, 1963 год

С ноября 1942 по апрель 1943 года в составе фронтовой бригады давал концерты на Брянском и Волховском фронтах.
Дебютировал в Большом театре в 1943 году и пел там до 1970. За время своей работы в Большом театре исполнил свыше двадцати партий.
Обладал ярким актёрским мастерством и сильным голосом красивого, бархатного тембра.
В камерном репертуаре было более двухсот произведений — романсы и песни русских композиторов, народные песни, произведения советских композиторов, а также романсы и песни европейских и американских композиторов. Часто выступал, солировал в кантатах, ораториях, симфониях.
Выступал с сольными концертами в СССР и за границей (Франция, Великобритания, Югославия, Финляндия, Бельгия, Чехословакия, ФРГ, Румыния, Италия, США, Испания и др.). В 1954 году стал первым после Ф. И. Шаляпина русским певцом, приглашённым спеть в театре «Гранд-опера» в Париже и был удостоен звания почётного члена театра.
Проявил себя также как драматический артист, снявшись в роли Зеба Стампа в фильме «Всадник без головы», а также в фильмах-операх.
Преподавал вокал. В последние годы работал консультантом по вокалу в оперной труппе Большого театра.
Участвовал в музыкальных конкурсах в качестве председателя, заместителя председателя, члена жюри как в России, так и за рубежом.
Записал около 90 грампластинок.
Написал автобиографическую книгу «Четверть века в Большом. Жизнь, творчество, размышления» (1997). Автор многочисленных статей и очерков, связанных с музыкальной культурой.

Могила Ивана Петрова на Кунцевском кладбище Москвы

Умер 26 декабря 2003 года (по другим источникам — 27 декабря) в Москве.
Похоронен на Кунцевском кладбище.

### Семья
- Первая супруга — Петрова Людмила Петровна (1923—1979)
- Вторая супруга — Данилина Елизавета Фёдоровна (род. 1923)
- Дочери — Лукина Елена Ивановна (род. 1955), Перегонцева Галина Ивановна (род. 1950)
- Внуки — Людмила и Андрей.

## Награды и звания
- Международный конкурс вокалистов I-го Всемирного фестиваля молодежи и студентов в Праге (первое место и почётная премия — хрустальный кубок) (1947)
- Международный конкурс вокалистов II-го Всемирного фестиваля молодежи и студентов в Будапеште (первое место и почётный серебряный кубок) (1949)
- Заслуженный артист РСФСР (1951)
- Народный артист РСФСР (1955)[7]
- Народный артист СССР (1959)
- Сталинская премия второй степени (1950) — за исполнение партии Кочубея в оперном спектакле «Мазепа» П. И. Чайковского
- Сталинская премия первой степени (1951) — за исполнение партии Досифея в оперном спектакле «Хованщина» М. П. Мусоргского
- Орден Ленина (1967)
- Орден Дружбы народов (1976)
- Медаль «За доблестный труд в Великой Отечественной войне 1941—1945 гг.»
- Медаль «За доблестный труд. В ознаменование 100-летия со дня рождения Владимира Ильича Ленина»
- Медаль «Ветеран труда»
- Медаль «В память 800-летия Москвы»
- Медаль «В память 850-летия Москвы»
- Почётный член Международного союза музыкальных деятелей (1995)
- Почётный член парижского театра «Гранд-опера».

## Творчество

### Партии
- «Иван Сусанин» М. И. Глинки — Иван Сусанин
- «Руслан и Людмила» М. И. Глинки — Руслан
- «Князь Игорь» А. П. Бородина — Кончак, Князь Игорь
- «Борис Годунов» М. П. Мусоргского — Борис Годунов
- «Мазепа» П. И. Чайковского — Кочубей (1949)
- «Хованщина» М. П. Мусоргского — Досифей (1949)
- «Сказка о царе Салтане» Н. А. Римского-Корсакова — Салтан
- «Евгений Онегин» П. И. Чайковского — Гремин
- «Фауст» Ш. Ф. Гуно — Мефистофель
- «Севильский цирюльник» Дж. Россини — дон Базилио
- «Морозко» М. И. Красева — Морозко (первый исполнитель, 1950)
- «Декабристы» Ю. А. Шапорина — Бестужев (первый исполнитель, 1953)
- «Вражья сила» А. Н. Серова — Ерёмка
- «Лакме» Л. Делиба — Нилаканта (1949)
- «Иоланта» П. И. Чайковского — Рене
- «Тоска» Дж. Пуччини — Анжелотти
- «Демон» А. Г. Рубинштейна — Старый слуга
- «Пиковая дама» П. И. Чайковского — Сурин
- «В огне» Д. Б. Кабалевского — Немецкий офицер
- «Риголетто» Дж. Верди — Монтероне
- «Аида» Дж. Верди — Царь

### Фильмография
- 1958 — Евгений Онегин (фильм-опера) — Князь Гремин
- 1963 — Октябрь (фильм-спектакль) — Владимир Ильич Ленин
- 1969 — Полтава (фильм-спектакль) — Кочубей
- 1973 — Всадник без головы — Зеб Стамп
- 1989 — Мастера русской оперы. Жизнь и роли Ивана Петрова. (документальный) Производство: Творческое объединение «Экран».

Вокал
- 1963 — Иоланта (музыкальный фильм) — Рене (роль Ф. М. Никитина)